# 米兰·多莱切克 (1957年)
米兰·多莱切克（捷克語：Milan Doleček，1957年11月30日—），捷克男子赛艇运动员。他曾代表捷克斯洛伐克参加1980年和1988年夏季奥林匹克运动会赛艇比赛，其中1980年奥运会获得男子八人单桨有舵手第四名。

## 家庭
儿子小米兰·多莱切克。